# Трагедія Підкаменя

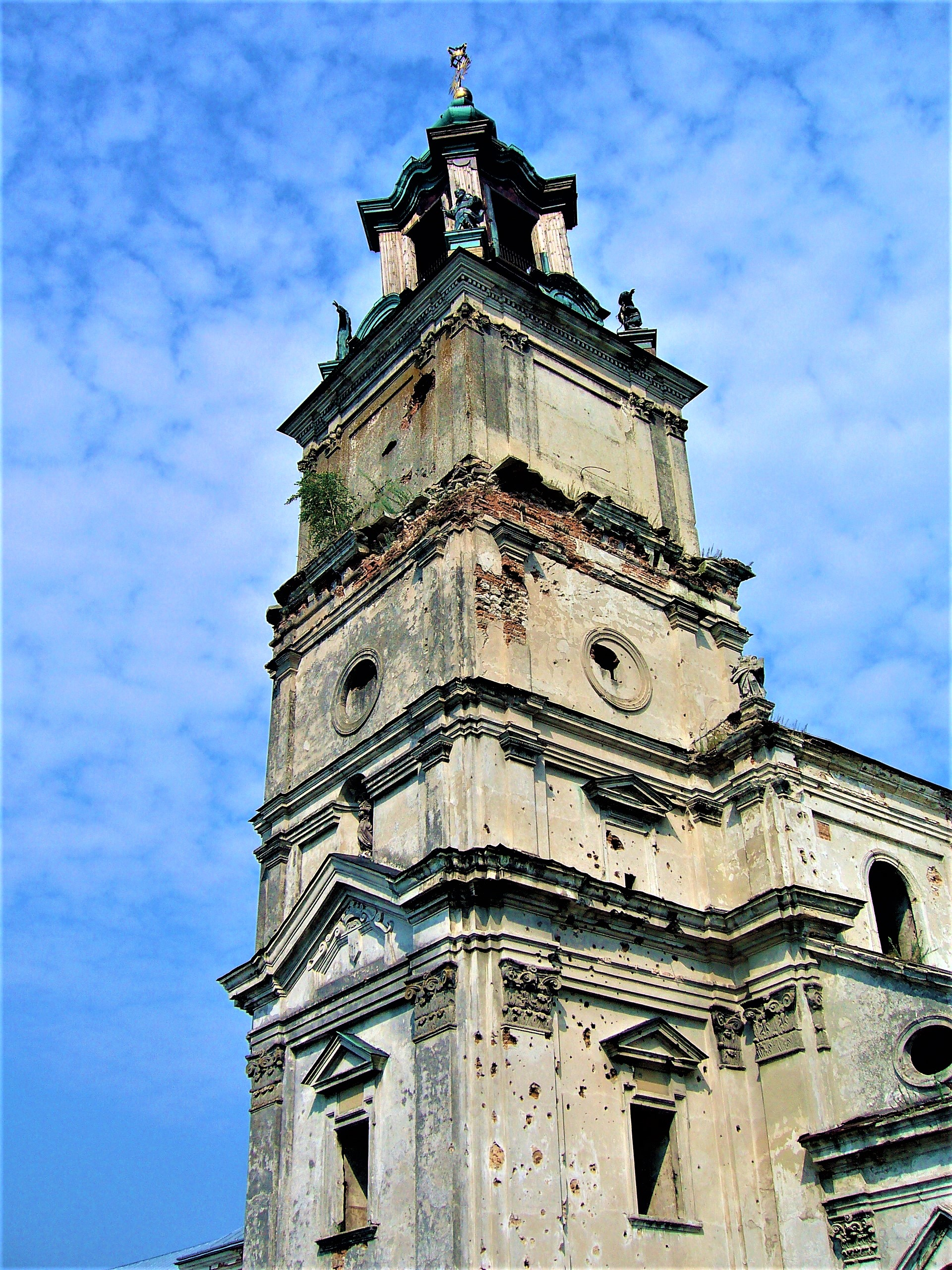
Сліди від куль на вежі костелу у Підкамені

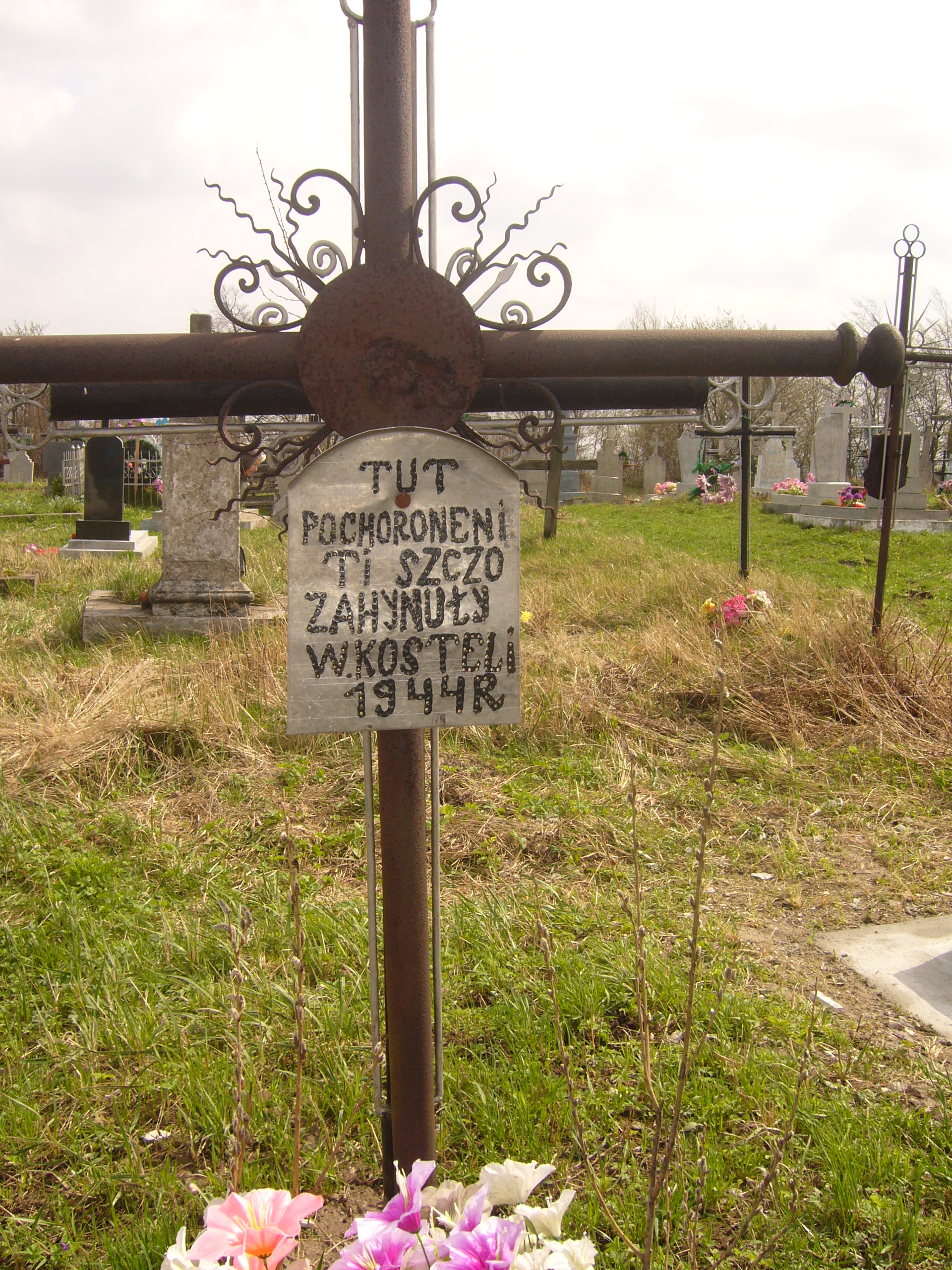
Хрест на кладовищі в Підкамені. Напис на хресті зроблено українською мовою польськими літерами: «Тут поховані ті, що загинули в костелі в 1944 р.»

Траге́дія Підка́меня, або Підкам'янський розстріл — масове знищення польського цивільного населення, що ховалося в домініканському монастирі в містечку Підкамінь (Генеральна губернія). Відбулося в середині березня (між 12 і 16 числом) 1944 року. Вчинене бійцями Української Повстанської Армії (УПА) під командуванням Максима Скорупського (Макса) у взаємодії з 4-м поліцейським полком СС. За оцінками різних джерел, було знищено 150, понад 250, 400, та 1000 людей.

## Передісторія
Під час Другої світової війни Підкамінь (пол. Podkamień) був притулком для поляків із сусідньої Волині, які врятувалися від масових убивств та шукали притулку в місцевому домініканському монастирі. Комплекс був оточений стінами і розташовувався на пагорбі, який підвищувався над навколишньою територією і забезпечував відносно безпечний притулок для біженців. Близько 2000 людей проживало в містечку Підкамінь і монастирі, коли їх у березні 1944 року атакувала УПА разом із 4-м поліцейським полком СС

## Хід подій
Ґжеґож Мотика стверджував, що початку березня монастир опинився безпосередньо у тилу. Німецьких військових почало хвилювати існування в Підкамені озброєної самооборони, тому вони вимагали здачі зброї. Проте поляки здали лише частину. Тим часом німцям вдалося домовитися з прибулим із Волині куренем Макса Скорупського щодо співпраці проти радянських військ. Вони запропонували, «щоб цей курінь зайняв Підкамінь», на що українці погодилися. 11 березня німці покинули містечко. Увечері того ж дня бійці підійшли до монастиря, «вимагаючи харчів і впустити їх за мури». Поляки передали їм їжу, але не відчинили брами. Вночі частина людей втекла з монастиря.
Наступного дня приблизно о 9 ранку, коли поляки знову відмовилися відчиняти браму, будівлю почали обстрілювати з кулеметів. Поляки намагалися чинити опір — стріляли з вогнепальної зброї, кинули кілька гранат, можливо, вбивши кількох нападників. Невдовзі бійці припинили вогонь і вимагали, щоб усі покинули монастир, пообіцявши полякам, що всіх відпустять на волю. Коли ті почали виходити, бійці знову відкрили вогонь і увірвалися за мури. Тоді вбили близько ста чоловік. Певну кількість поляків убили також у містечку. Пограбування монастиря тривало кілька днів. Попри це, на горищі врятувалися кілька осіб, які впродовж цього часу живилися снігом. За даними Генрика Команського (пол. Henryk Komański) та Щепана Секерки (пол. Szczepan Siekierka) тіла загиблих кидали в колодязь. 
Згодом УПА розташувалась у сусідньому містечку і між 12–16 березня неодноразово нападала на людей, які переховувалися в селах. 16 березня з наближенням Червоної армії УПА відійшла з цього району.

## Наслідки
За словами Генрика Команського та Щепана Секерки, приблизно 100 етнічних поляків було вбито в монастирі, а ще 500 – у самому місті Підкамінь. У сусідньому селі Паликорови було вбито 365 поляків. Озброєні українські групи розгромили монастир, викравши всі цінності, крім монастирської коронованої ікони. Тадеуш Пйотровський, який ґрунтувався на джерелах Армії Крайової та німецької поліції, вважає, що кількість жертв у монастирі та прилеглих селах досягла 1 000. Серед тих, хто вижив, був відомий письменник і художник Леопольд Бучковський.

## Повоєнні події
У публікаціях ветеранів дивізії і ряді робіт, виданих в Україні наприкінці ХХ століття, про події в Підкамені не згадується, як і заперечується причетність УПА та дивізії Зброї СС «Галичина» до інших воєнних злочинів.
Український історик Ігор Ільюшин, опираючись на документи Армії крайової, вважає, що причетність галицьких добровольців дивізії «Галичина» до мордувань поляків не залишає сумніву. Проте пізніші дослідження показали, що пацифікацію низки польських сіл у Галичині навесні 1944 року (Гута Пеняцька, Підкамінь, Завонє, Будки Незнайовські тощо) було здійснено підрозділами 4-ого Галицького добровольчого полку СС «в рамках боротьби з загонами радянських партизан».